# 136号美国国道
136号美国国道（英語：U.S. Route 136）是东西方向美国国道36号美国国道的一条辅助线。该公路西起内布拉斯加州爱迪生，与6号美国国道/34号美国国道相交，东至印第安纳州斯皮德韦74號州際公路与465號州際公路的交汇处，全长804英里（1,294）。136号美国国道从未与其主线36号美国国道交汇，但与其最近距离小于2英里（位于国道东端）。